# Liste der Baudenkmäler in Nagel (Fichtelgebirge)
Auf dieser Seite sind die Baudenkmäler in der oberfränkischen Gemeinde Nagel zusammengestellt. Diese Tabelle ist eine Teilliste der Liste der Baudenkmäler in Bayern. Grundlage ist die Bayerische Denkmalliste, die auf Basis des Bayerischen Denkmalschutzgesetzes vom 1. Oktober 1973 erstmals erstellt wurde und seither durch das Bayerische Landesamt für Denkmalpflege geführt wird. Die folgenden Angaben ersetzen nicht die rechtsverbindliche Auskunft der Denkmalschutzbehörde.
 Diese Liste gibt den Fortschreibungsstand vom 19. August 2014 wieder und enthält 25 Baudenkmäler.

## Baudenkmäler nach Ortsteilen

### Nagel
| Lage                                       | Objekt                                                   | Beschreibung | Akten-Nr.     | Bild                                              |
| ------------------------------------------ | -------------------------------------------------------- | --- | ------------- | ------------------------------------------------- |
| Nähe Ebnather Straße (Standort)            | Bildstock                                                | Granitschaft, im Aufsatz Metallrelief Auferstehung, bekrönendes Eisenkreuz, bezeichnet „1921“                                                                                            | D-4-79-138-32 | BW                                                |
| Im Winkel 14 (Standort)                    | Wegkreuz                                                 | Eisern, auf Granitsockel, 19. Jahrhundert | D-4-79-138-8  | BW                                                |
| Nähe Kemnather Straße, Hofäcker (Standort) | Reste der ehemaligen barocken Bogenbrücke mit Steinfigur | Erste Hälfte 19. Jahrhundert, und zwei Brückensteine, Granit, bezeichnet „1773“ | D-4-79-138-7  | weitere Bilder                                    |
| Kemnather Straße 6 (Standort)              | Alte katholische Kirche SS. Trinitas                     | Saalbau mit eingezogenem, dreiseitig geschlossenem Chor und Sakristeianbau, Fassadenturm mit ausgezogenem Spitzhelm, Schieferdeckung, 1751 von Johann Andreas Schindler, mit Ausstattung | D-4-79-138-1  | weitere Bilder                                    |
| Kemnather Straße 8 (Standort)              | Kleinhaus                                                | Fachwerkobergeschoss verbrettert, Frackdach, 18. Jahrhundert | D-4-79-138-2  | Kleinhaus                                         |
| Kirchplatz 1 (Standort)                    | Katholische Pfarrkirche B. Maria Virgo de Rosario        | Dreischiffige Basilika, Turm mit Spitzhelm, Seitenschiffe mit Streben besetzt, neugotisch, 1894–95 von Georg Dengler, eingezogener Chor mit 5/8-Schluss 1953, mit Ausstattung            | D-4-79-138-4  | Katholische Pfarrkirche B. Maria Virgo de Rosario |
| Paintweg 1 (Standort)                      | Bildstock                                                | Vierseitiger, sich leicht verjüngender Granitschaft, vierseitiger Aufsatz mit leeren Bildfeldern und Giebelabschluss, wohl spätmittelalterlich                                           | D-4-79-138-30 | Bildstock                                         |
| Zehntweg 9 (Standort)                      | Kleinhaus                                                | Massiver, eingeschossiger Satteldachbau, Stufengiebel verbrettert, Blechdeckung, Ende 18./Anfang 19. Jahrhundert                                                                         | D-4-79-138-6  | Kleinhaus                                         |

### Lochbühl
| Lage                             | Objekt        | Beschreibung                                                                                                   | Akten-Nr.     | Bild           |
| -------------------------------- | ------------- | --- | ------------- | -------------- |
| Silberhausstraße (Standort)      | Wegkreuz      | Gusseisen, auf niedrigem Granitsockel, 19. Jahrhundert                                                         | D-4-79-138-10 | Wegkreuz       |
| Nähe Silberhausstraße (Standort) | Bildstock     | Vierseitiger Granitschaft mit halbrund geschlossenem Metallaufsatz, 18./19. Jahrhundert                        | D-4-79-138-31 | weitere Bilder |
| Silberhausstraße 29 (Standort)   | Wegkreuz      | Ornamentiertes Eisenkreuz auf Granitsockel, 19. Jahrhundert                                                    | D-4-79-138-29 | Wegkreuz       |
| Silberhausstraße 47 (Standort)   | Wohnstallhaus | Eingeschossiger Satteldachbau, zum Teil in Blockbauweise, verbrettert, Blechdeckung, wohl noch 18. Jahrhundert | D-4-79-138-9  | Wohnstallhaus  |

### Mühlbühl
| Lage                            | Objekt    | Beschreibung                                               | Akten-Nr.     | Bild    |
| ------------------------------- | --------- | ---------------------------------------------------------- | ------------- | ------- |
| Erllohe 4, Erllohe 6 (Standort) | Kapelle   | Halbrund geschlossen, Schieferdach mit Dachreiter, um 1900 | D-4-79-138-13 | Kapelle |
| Mühlwiesen (Standort)           | Flurkreuz | Gusseisen, auf Granitsockel, 19. Jahrhundert               | D-4-79-138-14 | BW      |

### Ölbühl
| Lage                                       | Objekt           | Beschreibung                                                                                   | Akten-Nr.     | Bild |
| ------------------------------------------ | ---------------- | ---------------------------------------------------------------------------------------------- | ------------- | ---- |
| Am Hainberg 6, Nähe Am Hainberg (Standort) | Stadel           | Satteldachbau mit verbrettertem Ständerwerk und gestuftem Giebel, erste Hälfte 19. Jahrhundert | D-4-79-138-15 | BW   |
| Theresienmühle 4 (Standort)                | Heiligenhäuschen | Granitsockel, Holzaufsatz mit Giebeldach, 19. Jahrhundert                                      | D-4-79-138-16 | BW   |

### Reichenbach
| Lage                                                | Objekt        | Beschreibung | Akten-Nr.     | Bild |
| --------------------------------------------------- | ------------- | --- | ------------- | ---- |
| Erllohe-Äcker, am südwestlichen Ortsrand (Standort) | Kapelle       | Halbrund geschlossen, großer Dachreiter, Schieferdeckung, 19. Jahrhundert                                                              | D-4-79-138-26 | BW   |
| Kösseinestraße 27 (Standort)                        | Wohnhaus      | Eingeschossiger Satteldachbau, massiv und verputzt, Giebel zur Hälfte verbrettert, Blechdeckung, wohl noch 18. Jahrhundert             | D-4-79-138-18 | BW   |
| Kösseinestraße 33 (Standort)                        | Bauernhof     | Wohnstallhaus, eingeschossiger Satteldachbau, verputzt, am Wohnteil gestufter Giebel, teils verbrettert, Blechdeckung, 18. Jahrhundert | D-4-79-138-19 | BW   |
| Kösseinestraße 35 (Standort)                        | Wohnstallhaus | Eingeschossiger Satteldachbau, massiv und verputzt, Fachwerkgiebel, am Stallteil modern verkleidet, wohl 18. Jahrhundert               | D-4-79-138-20 | BW   |
| Kösseinestraße 37 (Standort)                        | Wohnhaus      | Eingeschossiger, giebelständiger Frackdachbau, verputzt, Giebel verbrettert, erste Hälfte 19. Jahrhundert                              | D-4-79-138-21 | BW   |
| Kösseinestraße 43 (Standort)                        | Wohnstallhaus | Zweigeschossiger Halbwalmdachbau, Fachwerk verputzt, Giebel und Deckung Blech, um 1800                                                 | D-4-79-138-22 | BW   |
| Wirtsgasse 3 (Standort)                             | Brunnentrog   | Granit, bezeichnet „1804“ | D-4-79-138-25 | BW   |
| Wirtsgasse 4 (Standort)                             | Wohnstallhaus | Eingeschossiger Frackdachbau, Fachwerk verputzt, Blechdeckung, Granit-Türrahmung bezeichnet „1844“                                     | D-4-79-138-24 | BW   |

## Ehemalige Baudenkmäler
In diesem Abschnitt sind Objekte aufgeführt, die früher einmal in der Denkmalliste eingetragen waren, jetzt aber nicht mehr. Objekte, die in anderem Zusammenhang also z. B. als Teil eines Baudenkmals weiter eingetragen sind, sollen hier nicht aufgeführt werden. Aktennummern in diesem Abschnitt sind ehemalige, jetzt nicht mehr gültige Aktennummern.

| Lage                                     | Objekt        | Beschreibung | Akten-Nr.     | Bild |
| ---------------------------------------- | ------------- | --- | ------------- | ---- |
| Nagel Kemnather Straße 9 (Standort)      | Wohnstallhaus | Mit Satteldach, um 1830/40 | D-4-79-138-3  | BW   |
| Mühlbühl Ringweg 7 (Standort)            | Wohnstallhaus | Hakenförmige Anlage des 18./frühen 19. Jahrhunderts                                                                            | D-4-79-138-11 | BW   |
| Reichenbach Kösseinestraße 25 (Standort) | Kleinhaus     | Mit Satteldach, erste Hälfte 19. Jahrhundert                                                                                   | D-4-79-138-17 | BW   |
| Reichenbach Kösseinestraße 51 (Standort) | Wohnstallhaus | Zweigeschossiger Satteldachbau, massiv und verputzt, Schieferdeckung, bezeichnet „1779“, Granit-Brunnentrog, bezeichnet „1777“ | D-4-79-138-23 | BW   |